# Lista de personagens de Scrubs
A seguinte lista é de personagens da sitcom americana Scrubs.

## Personagens principais
- Zach Braff como Dr. Jonathan Michael "J.D." Dorian
- Sarah Chalke como Dra. Elliot Reid
- Donald Faison como Dr. Christopher Duncan Turk
- Judy Reyes como Enfermeira Carla Espinosa
- John C. McGinley como Dr. Percival "Perry" Cox
- Ken Jenkins como Dr. Robert "Bob" Kelso
- Neil Flynn como o zelador

## Personagens secundários

### Todd
Interpretado por Robert Maschio.
É sexista, parece ser burro como uma porta, tem um humor machista de adolescente e só pensa em duas coisas: sexo e cirurgia. E é o melhor residente de cirurgia do hospital. Um cirurgião típico.

### Dr. Wen
Interpretado por Charles Chun.
É o chefe da área cirúrgica, assim como Dr. Cox na área clínica, também é o mentor de Turk e Todd durante as três primeiras temporadas. Ele parece ser bastante sério mas às vezes começa a fazer piadas.

### Dr. Murphy
Interpretado por Johnny Kastl.
É o nervoso e terrivelmente incapaz colega de J.D. e Elliot. Por causa da sua incompetência são famosas suas frases: "Pare de sangrar, pare de sangrar, por favor pare de sangrar".

### Ted
Interpretado por Sam Lloyd.
É o advogado do hospital. Divorciado, ele deseja matar Dr. Kelso que o controla pelo fato dele ser incapaz de expressar sua opinião. Nenhum dos outros empregados do hospital o trata melhor. Faz parte de um grupo vocal com outros advogados chamado "The Worthless Peons".

### Jordan Sullivan
Interpretada por Christa Miller Lawrence.
É a ex-esposa de Dr. Cox, a única que rivaliza com ele em questão de sarcasmo, e a única que pode mudar seus hábitos e manias. J.D. dormiu com ela na primeira temporada antes de descobrir que ela era a ex-esposa de seu mentor.
Na segunda temporada, ela fica grávida de seu ex-marido, e no último episódio da quinta temporada diz a ele que está grávida de novo.

### Laverne
Interpretada por Aloma Wright.
É uma das enfermeiras do hospital. Faz muitos comentários sobre Jesus e gosta de assistir a novelas. É uma das melhores amigas de Carla.

## Participações importantes
- Jill Tracy: uma nervosa e depressiva paciente recorrente, interpretada por Nicole Sullivan. Ela e Elliot se davam bem por causa de seus comportamentos semelhantes. Sofria de depressão e problemas de relacionamento, que aumentaram até o dia de sua morte. Era inicialmente tido que sua morte fosse por uso excessivo de cocaína, que mais tarde se revelou uma crise de hidrofobia.

- Sam Dorian: o pai de J.D., interpretado por John Ritter. Após a morte do ator, os produtores da série fizeram um episódio especial, onde o personagem de Ritter morria.

- Sean Kelly: um ex-namorado de Elliot, que rompeu com ela duas vezes. Interpretado por Scott Foley.

- Ben Sullivan: o irmão de Jordan e melhor amigo de Dr. Cox, interpretado por Brendan Fraser. Morreu de um súbito ataque cardíaco durante a terceira temporada, após sofrer de leucemia.

- Dan Dorian: o irmão mais velho de J.D., interpretado por Tom Cavanagh. Mora com a mãe em sua cidade natal e trabalha num bar. J.D. se sente profundamente envergonhado por causa do irmão. Ele também já teve um caso com Elliot. Cavanagh foi escolhido para o papel devido às semelhanças físicas com Zach Braff.

- Marco: irmão de Carla e arquirival de Turk, interpretado por Freddy Rodríguez.

- Tasty Coma Wife (Esposa Gata do Coma): uma esposa de uma vítima de um acidente de carro, que sofre de coma. Interpretada por Amy Smart. J.D. teve um caso com ela uma vez, após isso ela nunca mais apareceu no show.

- Danni Sullivan: a irmã menor de Jordan e ex-namorada de J.D., que tiveram seu relacionamento rompido duas vezes. Interpretada por Tara Reid.

- Dra. Miller: uma das novas cirurgiãs que apareceram na metade da terceira temporada, interpretada por Bellamy Young. Era reconhecida por ser uma versão feminina de Dr. Cox, em relação à personalidade. Dr. Cox era de um certo ponto atraído por ela.

- Keith Dudemeister: um interno sobre supervisão de J.D. que veio ao Sacred Heart no começo da quinta temporada, interpretado por Travis Schuldt. Desenvolveu um relacionamento com Elliot que se tornou um namoro sério ao longo da temporada.

- Dra. Kim Briggs: uma urologista divorciada e a namorada de J.D. durante o final da quinta temporada, interpretada por Elizabeth Banks. No último episódio da temporada, é revelado que ela está grávida, apesar de que não se saiba nada mais que isso.

## Atores convidados
Muitos membros do elenco da sitcom Spin City, que era de co-criação de Bill Lawrence, foram convidados a algum episódio de Scrubs. Além de Michael J. Fox e Heather Locklear, também participaram Alan Ruck, Michael Boatman, Barry Bostwick, Alexander Chaplin e Richard Kind. 
Outros convidados são Clay Aiken, Fred Berry, Gary Busey, Carrot Top, David Copperfield, R. Lee Ermey, Erik Estrada, Colin Farrell, Dave Foley, Colin Hay, Sean Hayes, Phill Lewis, Maureen McCormick, Christopher Meloni, Jay Mohr, Mandy Moore, Matthew Perry, Mary-Kate Schellhardt, Molly Shannon, Larry Thomas, Jimmie Walker, Billy Dee Williams, Hattie Winston, Ben Heff, Aria Alistar, e DJ Qualls.